# Tolono (genus)
Tolono is een geslacht van wantsen uit de familie van de Acanthosomatidae (Kielwantsen). Het geslacht werd voor het eerst wetenschappelijk beschreven door Rolston & Kumar in 1975.

## Soorten
Het genus bevat de volgende soorten:

- Tolono confusus Carvajal, Rider & Faúndez, 2015
- Tolono decoratus Rolston & Kumar, 1974
- Tolono pallidus Carvajal, Rider & Faúndez, 2015